# Jeffrey Ashby
 Jeffrey Shears Ashby  (Evergreen, junho de 1954) é um astronauta dos Estados Unidos, veterano de três missões ao espaço.
Nascido no estado do Colorado, Ashby formou-se em engenharia mecânica pela Universidade de Idaho, em 1976. Em 1986, foi graduado como aviador naval e Top Gun, após cursar a Naval Fighter Weapons School , que forma os top guns da Marinha e a Escola de Piloto de Teste Naval dos Estados Unidos. Como piloto de testes da marinha, ele ajudou a desenvolver o caça F/A-18 e voou nele em missões de combate na Operação Tempestade no Deserto durante a Guerra do Golfo e na Somália, sendo escolhido o ‘Aviador Naval de Ataque’ de 1991.
Depois da guerra, comandou um esquadrão de caças baseado no porta-aviões USS Abraham Lincoln, que em 1994 foi designado o melhor esquadrão de combate de F/A-18s da Marinha dos Estados Unidos. Em sua carreira como piloto naval, da qual se retirou com a patente de capitão, ele acumulou 7000 horas de voo e 1000 pousos em porta-aviões.
Em dezembro de 1994, aos 40 anos, ele foi selecionado para o curso de treinamento de astronautas da NASA, indo pela primeira vez ao espaço em julho de 1999 como piloto do ônibus espacial Columbia na missão STS-93, a primeira missão espacial norte-americana comandada por uma mulher, a astronauta Eileen Collins, e que colocou em órbita o Observatório de raios-X Chandra. A segunda vez foi novamente como piloto da STS-100 Endeavour, em abril de 2001, missão de montagem de equipamentos na Estação Espacial Internacional.
Em outubro de 2002, Ashby recebeu o comando da missão STS-112 Atlantis, também à Estação Espacial Internacional (ISS).
Em sua carreira como astronauta, ele já percorreu onze milhões de milhas, fez 436 órbitas ao redor da terra e acumulou 660 horas (27 dias e meio) no espaço.